# 滇藏铁路

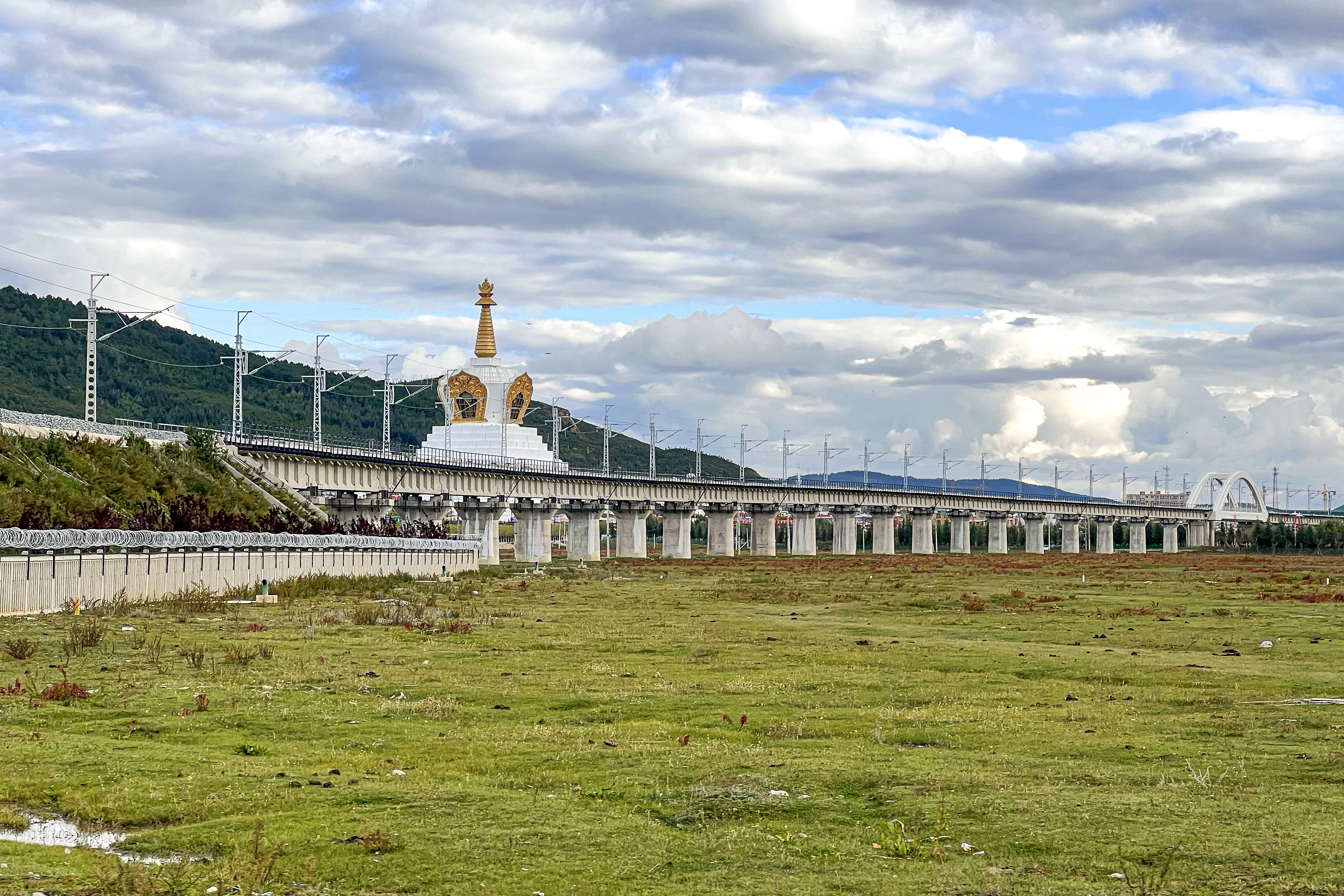
丽香铁路为滇藏铁路的一段

滇藏铁路，指从云南省昆明市至西藏自治区拉萨市的一条规划建设中铁路，沿线经大理、丽江、香格里拉、林芝，全长1783千米。为电气化单线（昆楚大铁路段与川藏铁路共线段为双线）。
其中，波密到拉萨段与川藏铁路共线。昆明至丽江为既有铁路。而丽江至香格里拉段（即丽香铁路，原计划2018年建成通车），由于途径地域地质条件复杂，施工难度大，工期延后，并最终于2023年11月26日建成通车。香格里拉到波密段为新规划铁路，尚未开工建设。
滇藏铁路行经地形复杂的大山、峡谷，横跨怒江、澜沧江、金沙江，与青藏铁路、川藏铁路、新藏铁路以及甘藏铁路共同入围进藏铁路的规划线路，但由于难度较大延后了建设日程。滇藏铁路一旦建成，将为西藏开通东南出海口，对西藏经济的快速发展有促进作用。

## 沿途地质
云南省与西藏自治区地界相连，由于地质结构复杂，两地之间尚未开通铁路。地质结构复杂之处在于从云南大理到西藏林芝段之间属于横断山区，该山区为印度洋板块和亚欧板块碰撞挤压地带，地质结构极其不稳定，形成了地质断裂带及强地震带。 进一步说，沿途地质断裂带构造过度发育，与地下水和风化强度大等不利因素相组合，形成大范围分布的松散破碎的不稳定围岩。

## 铁路规划
国务院2004年通过的《中长期铁路网规划》中明确“从云南入藏的滇藏线仍继续做好地质调查和技术经济分析，是否建设视研究论证结果再定”。2016年，国家发展改革委、交通运输部和中国铁路总公司共同修订和发布了修订版《中长期铁路网规划》，规划明确了“完善进出西藏、新疆通道。建设川藏铁路雅安～昌都～林芝段、滇藏铁路香格里拉～邦达段”等内容。由此，滇藏铁路形成完整的路线规划；同时，滇藏铁路大规模建设提上日程。

## 线路分段
昆广段：滇藏铁路昆明到广通段与现有成昆铁路共线，总计153千米，于1971年1月建成通车。
广大段：即广大铁路，从广通到达大理，途经楚雄、南华、祥云、弥渡，长度206千米，1999年5月建成通车。
以上两段铁路已经于2013年12月27日，2018年7月1日完成复线改造投入运营，并合并为昆楚大铁路，全长328千米。
大丽段：即大丽铁路，铁路全长162千米，南起大理东站，沿洱海东侧北行，经鹤庆抵丽江，该段2004年开工，2009年9月28日建成通车。
丽香段：即丽香铁路，铁路全长140千米，自丽江站引出，向北经虎跳峡、小中甸至迪庆州香格里拉市。 2009年5月，国家发改委批复同意开展丽香铁路建设。2014年7月，丽香铁路正式宣布开工。2023年9月19日10时，丽香段全线铺轨完成，于2023年11月26日正式通车。
香然段：从迪庆州香格里拉县到达西藏自治区林芝市八宿县。香然段始于香格里拉，向西北经云南德钦县，西藏察隅县，于八宿县然乌镇与拟建的川藏线波然支线相连，线路全长410千米，其中西藏段348千米、云南段62千米。该段开工日期尚未明确，力争“十四五”期间动工。
然波段：工程名为川藏铁路波密至然乌支线铁路，从西藏自治区林芝市波密县在建川藏铁路波密站成都端引出，后溯帕隆藏布而上，与国道G318同通道布线，向东经波密县松宗镇、玉普乡至八宿县然乌镇，全长138千米。已经于2022年启动工程地质勘察，与川藏铁路雅林段同期施工，计划在2025年前动工。
波林段：即波密到林芝铁路。该段为川藏铁路雅林段一部分，全长170千米。川藏铁路与滇藏铁路在此段共线。川藏铁路雅林段于2019年完成可行性研究，于2021年12月13日全线开工，预计于2032年通车。
拉林段：即拉林铁路。该段为川藏铁路一部分，又称川藏铁路拉林段，全长435千米。川藏铁路与滇藏铁路在此段共线。已于2014年底开工，2021年6月25日建成通车。